# خوسه مرکادو لونا
خوسه مرکادو لونا (اسپانیایی: José Mercado Luna‎; ۶ اوت ۱۹۲۸ – ۱۸ مهٔ ۲۰۱۷) بازیکن فوتبال اهل مکزیک بود.
از باشگاه‌هایی که در آن بازی کرده‌است می‌توان به باشگاه فوتبال اطلس اشاره کرد.
وی همچنین در تیم ملی فوتبال مکزیک بازی کرده‌است.